# Piaskowcowate
Piaskowcowate (Gyroporaceae Locq.) – rodzina grzybów znajdująca się w rzędzie borowikowców (Boletales). Jest to takson monotypowy, zawierający jeden tylko rodzaj piaskowiec (Gyroporus).

## Charakterystyka
Grzyby mykoryzowe. Kapelusze suche, aksamitne do filcowatych. Warstwa rurek blada, łatwo dająca się oderwać. Trzony na starość rdzeniowate, puste, podzielone na komory. Wysyp zarodników żółtawy. Zarodniki eliptyczne, gładkie, bez pory rostkowej.

## Systematyka
Pozycja w klasyfikacji według Index Fungorum: Gyroporaceae, Boletales, Agaricomycetidae, Agaricomycetes, Agaricomycotina, Basidiomycota, Fungi.
Rodzinę Gyroporaceae utworzył Marcel Locquin w 1984 r. Według Index Fungorum bazującego na Dictionary of the Fungi do rodziny Gyroporaceae należy jeden tylko rodzaj z kilkoma gatunkami:
- Gyroporus Quél. 1886 – piaskowiec
  - Niektóre gatunki:
    - Gyroporus brunneofloccosus T.H. Li, W.Q. Deng & B. Song
    - Gyroporus brunnescens Davoodian, N.A. Fechner & Halling 2018
    - Gyroporus castaneus (Bull.) Quél. – piaskowiec kasztanowaty
    - Gyroporus cyanescens (Bull.) Quél. – piaskowiec modrzak
    - Gyroporus longicystidiatus Nagas. & Hongo.

Nazwy naukowe według Index Fungorum. Polskie nazwy według W. Wojewody.
Wcześniej rodzaj Gyroporus był zaliczany do rodziny borowikowatych (Boletaceae).